# 热酷
北京分播时代网络科技有限公司，品牌名稱為热酷，是一家總部位於中華人民共和國北京市朝阳区怡和阳光大厦的電子遊戲開發商和發行商。早期主要開發社交遊戲，之後涉足手機遊戲開發和發行，2015年後公司主要在日本手機遊戲市場發展。

## 歷史
热酷的創始人劉勇畢業於北京大學物理系，之後在美國伊利诺伊大學獲得計算機工程碩士學位及西北大學凱洛格管理學院工商管理碩士。2003年創立「億友網」在2006年被法國上市公司收購。2007年創立熱酷，專注開發與發行社交遊戲。2008年熱酷推出了農場遊戲《陽光農場》，遊戲先後登錄中國大陸的社交網站人人網和51。2009年2月遊戲登錄Facebook美國，並以幾乎每月推出一個語言版本的速度，在Facebook不同地區推出。遊戲還登錄各地社交網絡如俄羅斯VKontakte、德國StudiVZ、韓國Cyworld和日本Mixi等。《陽光》系列遊戲一度成為Facebook北美市場熱門遊戲第八位。
在接觸過各地不同市場後，劉勇決定將公司的重心投入日本市場。日本主流的社交網站為Mixi，過去劉勇做社交網站時結識了Mixi的首席执行官，在對方幫助下得以於2009年8月在Mixi上架《陽光農場》，热酷對遊戲進行了很多本地化處理，讓遊戲到12月就有380萬用戶，熱酷因此獲得日本的風險投資機構150萬美元的投資。為了更好展開日本業務，劉勇在同年8月開始學習日語，10月開設了Rekoo Japan，後續推出的遊戲也長期佔據Mixi流行遊戲排行榜的首位，高峰時Mixi遊戲排行榜的前四都是熱酷的遊戲。2010年，热酷開始在日本手機軟件平台GREE發佈作品。
2011年，热酷將公司重心轉回中國大陸，並獲得騰訊的戰略投資，熱酷旗下《陽光農場》等遊戲也相繼移植到QQ空間。同年末热酷以2000萬美元收購中國大陸一家開發社交遊戲的公司齐乐互动（HappySNS）。憑藉這次收購，熱酷成為中國大陸最大的社交遊戲公司。2012年熱酷完成了對齐乐互动的整合，齐乐互动的員工都分配到熱酷既有的開發團隊中，同年熱酷也嘗試進入手機遊戲市場，並開發了《水晶三国》作為主打產品。2013年熱酷發行了六款遊戲，其中一款和韓國公司合作，由於雙方無法達成修改的共識，於是終止合作，剩下五款有《找你妹》《忍将》《最强王者》等，該年熱酷有三款發行遊戲獲得上千萬的月營收。3月，熱酷和薛蛮子等投資人組建「造神計劃」億元孵化基金，投資手機遊戲開發團隊。10月，掌趣科技收購熱酷有持股的玩蟹科技，熱酷獲利1.2億人民幣。同月，熱酷在倫敦科技城開設辦事處作為歐洲業務的總部，成為第一個進駐倫敦科技城的中國大陸遊戲公司。
2014年初，熱酷提出了「千万流水保障计划」，計劃拿出3億人民幣打造12款手機遊戲進行全球推廣，並且每款擁有1000萬月營收。開發商需要達成1000萬月營收，才能獲得熱酷的獎金，無法達成還需要退還簽約金和賠償。該年熱酷發行了《伊甸》《风暴英雄》《魔兽远征》《绝杀2014》等作品。2015年，熱酷將公司重心轉向日本和美國市場，中國大陸地區發行部門，熱酷藉著收購行動遊戲發行商混合动力進行重組，其中混合动力創始人羅敏成為熱酷中國大陸地區發行總負責人。而針對日本市場的「排外」特點，熱酷將會對在日發行產品進行100%本地化，包括開發、運營和客服。5月，熱酷會在日本市場推出行動遊戲《Fantasy Drive》。同年和日本開發商合作製作《中二病拯救世界》。2016年6月《中二病拯救世界》改名《式神召喚》並正式公測。
2016年熱酷發行的遊戲《全民魔兽》被暴雪和網易投訴侵權，被法院判決賠款600萬人民幣。2017年，熱酷在日本使用YouTuber推廣旗下遊戲《BitStar》，同年還在日本推出《star trigger》。2018年6月，熱酷在日本推出《Underground Symphony》，次年1月宣佈停止運營。2020年国家新闻出版署發出通告撤除熱酷發行的《最强王者》的遊戲版號，業界分析是熱酷存在套版号的行為導致撤銷。

## 備註
1. ↑  套號為「套用版號」的縮寫，指遊戲製作方在無法獲得遊戲版號的情況下，使用其他遊戲的版號發行遊戲。

## 外部連結
- 官方网站
- 日本官網（日語）